# Darío Verón
Darío Anastacio Verón Maldonado (pron. darío anastásjo berón maldonáðo; San Ignacio, 26 luglio 1979) è un ex calciatore paraguaiano con passaporto messicano, di ruolo difensore.
È soprannominato el Hechicero (in lingua italiana lo Stregone).

## Caratteristiche tecniche
Difensore centrale di gran forza fisica, è molto abile nel gioco di testa, rendendosi spesso pericoloso anche nell'area avversaria su calcio piazzato. Grazie al suo carisma e alla sua esperienza è diventato capitano dei Pumas, squadra nella quale riveste il ruolo di marcatore centrale dal 2003, dimostrando sempre attenzione nella marcatura e tempismo nei contrasti.

## Carriera

### Club

#### Paraguay e Cile
Debutta nella Primera División paraguagia il 25 luglio 1999, con la maglia del 12 de Octubre, nella partita pareggiata per 0-0 contro il Cerro Porteño. Ceduto in prestito al Guaraní nel 2001, ha l'opportunità di giocare la Copa Libertadores, in cui la squadra è eliminata giungendo terza nel proprio girone. Gioca la massima competizione per club sudamericana anche l'anno seguente con la maglia del 12 de Octubre, con il quale conquista anche a novembre il campionato di clausura, segnando il goal decisivo del 3-2 nella finale contro la sua ex squadra, il Guaraní, a 5 minuti dal termine. Nel 2003 viene ceduto ai cileni del Cobreloa, con i quali vince il torneo di apertura e partecipa alla Copa Libertadores. Nel corso della competizione viene notato dai messicani dei Pumas, affrontati dal Cobreloa negli ottavi di finale, i quali subito dopo la partita giocata in Messico gli propongono un contratto, che Verón è felice di firmare.

#### Pumas

##### Il Bicampeonato nel 2004
Nella sua nuova squadra trova immediatamente posto come titolare nella difesa accanto a Joaquín Beltrán, con il quale forma una coppia centrale di ottimo rendimento. Alla prima partita di campionato contro l'América va subito in goal aprendo le marcature al 28º minuto con un tiro dalla lunetta, in una partita che terminerà 4-3 per i Pumas. Dopo un errore ininfluente per la vittoria finale dei Pumas contro il Veracruz, va di nuovo in goal nell'andata dei quarti di Liguilla contro il Toluca, realizzando su assist di Beltrán il goal del definitivo 2-2. La squadra sarà però eliminata al ritorno perdendo in casa 0-2. In totale colleziona 19 presenze e 2 reti nel torneo. Nel torneo di clausura, dove i Pumas trionfano, conferma le sue ottime prestazioni giocando (da titolare) tutte e 25 le partite del campionato. Sfiora il goal di testa nel finale della partita pareggiata contro il San Luis alla terza giornata, poi va in rete alla nona contro i Gallos Blancos segnando all'88º il goal del pareggio (3-3), e si ripete alla terzultima giornata contro il Veracruz, siglando al 51º il goal del momentaneo 1-1 (i Pumas vinceranno poi 6-1). Nell'andata dei quarti di Liguilla in casa dell'Atlas una sua sfortunata deviazione sul tiro di Gerardo Espinoza causa il goal avversario che accorcia le distanze, ma l’equipo universitario riesce lo stesso a vincere per 1-2. Dopo aver eliminato il Cruz Azul, i Pumas ottengono il trofeo battendo ai rigori i Chivas di Guadalajara.
Il torneo di apertura 2004 comincia con un'espulsione rimediata al 92º della prima partita contro l'Estudiantes (sconfitta per 0-1), che lo obbliga a saltare per squalifica le due giornate successive. Torna in campo contro il Toluca alla quarta giornata, e nel match seguente contro il Veracruz apre le marcature dopo dieci minuti con un goal in semisforbiciata su calcio d'angolo, anche se saranno poi gli ospiti a vincere la partita. Alla sesta è invece un suo errore a permettere a Walter Gaitán dei Tigres di segnare il goal del sorpasso a 8 minuti dalla fine; inoltre provoca un calcio di rigore due partite dopo contro l'Atlas per il 2-1 degli avversari. Le prestazioni poco brillanti di Verón coincidono con la peggior serie negativa dei Pumas con Hugo Sánchez alla guida. Nonostante un nuovo rigore provocato alla giornata seguente contro i Dorados nei minuti di recupero, i Pumas riescono ad uscire dalla crisi e da lì iniziano una lunga serie positiva. A differenza delle due precedenti occasioni, alla dodicesima giornata contro il Puebla è Verón a conquistare un penalty, subendo fallo in area da Francisco Arrué e permettendo così a Joaquín Botero di marcare il goal dell'1-2. I Pumas superano nella Liguilla il Veracruz e l'Atlas, e battendo nel doppio confronto i Rayados del Monterrey vincono il loro quinto titolo nazionale. Nello stesso anno, inoltre, i Pumas battono il Toluca nel Campeón de Campeones, il trofeo che vedeva opposte le due squadre vincitrici dei tornei di apertura e clausura.

##### Tornei transcontinentali fra 2005 e 2006
Dopo il doppio trionfo del 2004, la squadra risulta scarica nel torneo di clausura 2005, dove non ottiene nemmeno la qualificazione alla Liguilla. Alla seconda giornata contro l'Atlante Verón si fa rubare palla da Carlos Alberto Ramírez, che serve un compagno per il goal decisivo che dà la sconfitta in casa ai Pumas, ma in seguito si rifà servendo di testa l'assist per l'1-3 vincente di Diego Alonso contro il Pachuca e a Jaime Lozano contro i Tigres. Alla 14ª giornata contro il Monterrey, con la sconfitta casalinga per 1-2, i Pumas sono ufficialmente fuori dalla Liguilla. A complicare la partita, Verón viene espulso al 68º per doppia ammonizione. Termina il torneo con 15 presenze. Le cattive prestazioni della squadra possono essere parzialmente spiegate dalla partecipazione alla Champions’ Cup, in cui i Pumas raggiungono la finale contro il Saprissa, che ha però la meglio nel doppio confronto.
Con le vittorie nei tornei precedenti, i Pumas hanno diritto a partecipare alla Copa Sudamericana 2005 ed alla Copa Libertadores 2006. Nella prima, Verón gioca tutte e 8 le partite disputate dai Pumas, che iniziano negli ottavi contro i boliviani del The Strongest, battuti 3-1 in casa ed eliminati con la sconfitta di misura (2-1) al ritorno. Nei quarti gli universitari sono inizialmente sconfitti per 2-1 dal Corinthians, ma poi con un sonoro 3-0 i Pumas ottengono l'accesso alle semifinali, dove affrontano il Vélez Sarsfield. All'andata in Argentina la partita termina 0-0, ma ancora una volta nell'Estadio Olímpico Universitario i Pumas travolgono l'avversario, andando a vincere stavolta 4-0. Le due finali, che vedono i messicani opposti al Boca Juniors detentore del titolo, terminano entrambe sull'1-1, e sono necessari i rigori per determinare il vincitore della coppa. La lotteria dal dischetto non premia i Pumas, che quindi finiscono la coppa in seconda posizione. Nella Libertadores il club non ha altrettanta fortuna: con un solo punto conquistato, termina il suo girone all'ultimo posto. Nella prima partita contro il Nacional arriva una sconfitta per 2-0. Verón è espulso al 76º per doppia ammonizione, saltando così la partita successiva persa in casa 0-1 contro il Maracaibo. Non gioca nemmeno nelle sconfitte per 1-2 e 3-2 contro l'Internacional. Torna in campo per la trasferta di Maracaibo, che si trasforma in una disfatta, con la squadra che perde 3-0, e per il pareggio casalingo contro il Nacional (1-1) in cui si fa nuovamente espellere al 55º minuto.
Nel frattempo in campionato i Pumas continuano la loro fase negativa, e né nell'apertura 2005 né nel clausura riescono a qualificarsi alla Liguilla. Saltate per infortunio la quinta e la sesta dell'apertura, alla nona giornata contro il Morelia segna allo scadere il goal che permette ai felinos di raggiungere i padroni di casa sul 2-2. Due giornate dopo, nella sconfitta contro l'Estudiantes, è protagonista di un curioso episodio: al 92º commette un brutto fallo su Antonio Huerta a centrocampo, l'arbitro Armando Archundia lascia correre per la regola del vantaggio e i padroni di casa segnano il goal del 3-1; poi Archundia, convalidato il goal, torna indietro ed espelle Verón per la dura entrata. Al termine del torneo, sono 14 le presenze per lui, con un goal. Nel torneo di clausura gioca tutte le 17 partite per intero, ma senza segnare goal.
Partito Beltrán nel 2006, ceduto al Necaxa, con il nuovo allenatore Ricardo Ferretti il suo compagno di reparto diventa Marco Antonio Palacios nella difesa a 4, poi cambiata occasionalmente in una difesa a 3 in cui lui occupa il ruolo di marcatore centrale. Alla 12ª giornata viene espulso all'85º per doppia ammonizione nella sconfitta interna contro l'Atlante. La squadra si qualifica alla Liguilla grazie alla vittoria per 5-0 all'ultima giornata contro i Tigres, venendo poi eliminata al primo turno dal Pachuca. Chiude con 18 presenze il torneo. Nel clausura 2007 va in rete alla 14ª giornata aprendo le marcature nel derby contro l'América (goal di testa su corner di Leandro Augusto), ma poi gli ospiti si riportano sull'1-1 nel secondo tempo. A causa di una lunga serie di pareggi nella seconda metà del torneo, i Pumas non si qualificano alla Liguilla. In totale mette assieme 16 partite con un goal.

##### Il ritorno al successo: 2009 e 2011
Nel torneo di apertura 2007 il suo compagno di reparto al centro della difesa è il giovane Héctor Moreno, poi passato in Europa all'AZ Alkmaar. Alla nona giornata sblocca la trasferta contro il Morelia segnando di testa su calcio di punizione, dando il via alla vittoria per 0-3 della sua squadra. Alla 14º viene espulso per una gomitata a César Delgado nel finale contro il Cruz Azul, lasciando la sua squadra in dieci negli ultimi minuti dell'incontro perso 1-2. Squalificato per le successive 3 giornate e saltata l'andata dei quarti di Liguilla perché convocato con la nazionale paraguagia, rientra al ritorno entrando all'intervallo al posto dell'attaccante Ismael Íñiguez per proteggere il vantaggio. Si tratta della prima volta che subentra a partita in corso dall'inizio dell'avventura con i Pumas. Grazie ai buoni risultati ottenuti nella Liguilla, Ferretti decide di mantenere lo stesso schieramento titolare anche in semifinale contro il Santos Laguna, per cui Verón non gioca la partita di andata (vinta 3-0 dagli universitari) ed entra nel primo tempo al ritorno al posto di Rubens Sambueza, che rischiava l'espulsione. In finale i Pumas affrontano l'Atlante, con Verón che ritorna nel quadro titolare. Dopo il pareggio interno per 0-0 (con un salvataggio essenziale sulla linea da parte di Verón a pochi minuti dal termine) l'Atlante si impone nel suo stadio per 2-1 e sottrae il sesto titolo al club auriazul. L'apertura si conclude con 16 presenze e 2 goal. Il torneo di clausura non è altrettanto fortunato e la squadra non si qualifica alla Liguilla. Verón totalizza 17 presenze senza reti. Alla prima giornata, una sua sfortunata deviazione permette ai Chivas di segnare il 3-0 definitivo, mentre alla seconda giornata contro l'Atlante (sconfitta 1-2) commette un fallo di mano che provoca un rigore per il temporaneo pareggio ospite. Dopo la pesante sconfitta interna 0-3 alla settima giornata, Ferretti decide di affiancargli nuovamente Palacios invece che Carlos Humberto González. Alla dodicesima contro i Tigres concorre alla sconfitta della sua squadra commettendo due errori grossolani sull'azione del secondo goal.
Nonostante alcune occasionali sbavature, è comunque lui il leader della difesa, e le prestazioni nel campionato successivo lo confermano. Sempre in coppia con Palacios, costituisce una delle difese meno battute del torneo. Guadagna un fallo da rigore alla settima giornata contro l'Atlas per il goal di Juan Carlos Cacho (mentre in precedenza ne aveva commesso uno contro il Santos). Nel pareggio interno 1-1 contro gli Indios un suo errore permette il vantaggio ospite, ma poi si riscatta salvando il goal dell'1-2. Nella partita seguente apre le marcature contro i Chivas al 52º su corner di Jehu Chiapas, ma poi i padroni di casa trovano il pareggio. La squadra accede alla Liguilla, dove contro il Cruz Azul Verón disputa una grande partita all'andata per mantenere il risultato sullo 0-0, ma al ritorno la Máquina si impone per 1-3 ed elimina i Pumas. In totale per Verón sono 17 le presenze, con un goal, cui si aggiungono le due partite in Concachampions, con una rete segnata nel 4-4 contro lo Houston Dynamo. Nel clausura 2009 è ancora il pilastro della difesa universitaria con Palacios al fianco. Dopo un buon rendimento nella fase regolare del torneo, nell'andata dei quarti di Liguilla contro l'Estudiantes commette all'85º il fallo da rigore che permette ai padroni di casa di segnare il goal del 2-0; inoltre per un colpo rifilato a Jorge Zamogilny non visto dall'arbitro, viene squalificato attraverso la prova TV per la partita di ritorno, vinta dai Pumas 3-0, rimontando di fatto la sconfitta dell'andata e passando alla semifinale. Qui, contro il Puebla, dopo aver vinto l'andata per 1-2, la squadra subisce due goal in casa e rischia l'eliminazione, ma Verón a tre minuti dal termine realizza uno dei goal più importanti della sua carriera insaccando di testa su cross di Israel Castro, permettendo così ai Pumas di passare in finale grazie alla miglior posizione conclusiva in campionato. Nella Gran Final i Pumas vincono nell'Estadio Olímpico per 1-0 sul Pachuca, e bloccano al ritorno i padroni di casa sul 2-2 per il loro sesto titolo nazionale della storia. A fine torneo, Verón conta 22 presenze e 1 goal.
Nella stagione 2009-2010 ottiene 4 presenze in Concachampions, tra cui le due semifinali in cui i Pumas sono battuti per un globale di 5-1 dal Cruz Azul e dove rimedia un'espulsione. In campionato la squadra non ripete i fasti del torneo precedente e non riesce ad accedere alla Liguilla. Alla seconda giornata, in casa contro il Cruz Azul, si rende protagonista di un incredibile autogoal, quando al 42º su rilancio del portiere avversario lascia rimbalzare la palla e colpisce di testa all'indietro verso Sergio Bernal, che viene scavalcato dalla traiettoria della palla per il goal dello 0-1. La partita terminerà poi 0-3. A rimarcare ulteriormente l'errore del difensore, i tifosi del Toluca alla partita successiva (vinta 3-0 dai Diablos) si fanno beffe di lui gridando “gol!” ad ogni sua azione. Alla quarta giornata viene espulso al 65º per fallo da ultimo uomo su Gastón Fernández dei Tigres, che si stava involando verso la porta di Bernal. Gli ospiti però riusciranno lo stesso a vincere la partita. Salta per squalifica la partita persa 3-0 contro l'Estudiantes, ed anche, due giornate dopo, quella contro l'Atlante (altra sconfitta 1-0), stavolta perché impegnato con la nazionale. Alla 15ª giornata realizza la sua prima doppietta in terra messicana contro i rivali dell'América: i suoi due goal, entrambi di testa su corner di Jehu Chiapas, permettono alla squadra di vincere per 3-2, anche se questo non servirà per raggiungere la Liguilla, e il torneo dei Pumas finisce lì, con 14 presenze e 2 reti per Verón. Nel torneo di clausura continua a rappresentare l'elemento-chiave della difesa auriazul, come dimostra nella partita (0-0) contro i Chivas alla 10ª giornata, quando annulla un Javier Hernández allora in piena esplosione. Nella successiva giornata contro i Jaguares segna un goal di testa, ma l'arbitro annulla per un fallo di Martín Bravo in area. A seguito di ottime prestazioni, la squadra si qualifica per la Liguilla, dove incontra il Santos Laguna, che però ferma il suo cammino sconfiggendola per 2-0 all'andata e perdendo di misura al ritorno. Al termine della partita, il difensore lagunero Felipe Baloy accusa il paraguagio, assieme a Marco Antonio Palacios, di averlo offeso con insulti razzisti. I due si impegnano di conseguenza con il CONAPRED (Consiglio Nazionale per la Prevenzione della Discriminazione) per cercare di favorire la diffusione di una cultura basata sulla tolleranza e l'integrazione. Per Verón le presenze nel torneo sono 19 (tutte le partite dei Pumas e per intero) senza segnare goal.
Per il campionato 2010-2011 il club promuove come tecnico della prima squadra Guillermo Vázquez, e il titolare della corsia di sinistra Efraín Juárez è ceduto al Celtic, ma Verón viene riconfermato come perno al centro della difesa. Così come alla seconda giornata del torneo precedente, anche nell'apertura 2010 Verón e Bernal confezionano un autogoal che permette ai rivali (in questo caso il Santos, che andrà a vincere 4-0) di sbloccare la partita. Dopo un rimbalzo sul palo, la palla arriva a Verón, che da terra cerca di allontanarla, ma la fa carambolare contro Bernal posizionato alla sua destra, col risultato che la palla finisce in rete. La sua assenza si fa comunque pesare, infatti alla 11ª giornata, quando manca contro il Pachuca, la squadra subisce 3 goal dagli avversari. Vive un momento estremamente importante all'ultima giornata contro l'América, cui segna nuovamente un goal, l'unico della partita, che dà ai Pumas la qualificazione alla Liguilla. La squadra felina nei quarti ribalta la sconfitta interna 1-2 contro il Cruz Azul andando a vincere nell'Estadio Azul per 0-2, ma non può nulla contro il Monterrey, che vince in casa per 2-0. Nella Liguilla il tecnico Vázquez propone anche per la prima volta la difesa a 3, che manterrà poi per tutti i tornei successivi, con Verón centrale al fianco di Pikolín Palacios ed Efraín Velarde. Il torneo si chiude per lui con 20 partite e 1 goal. Nel torneo di clausura i Pumas tornano alla vittoria in campionato, con Verón sempre punto di riferimento per la retroguardia del club. Gioca infatti per intero tutte le 23 partite della stagione. Alla seconda giornata è suo l'assist che permette a Juan Carlos Cacho di piegare il Santos Laguna, ed alla giornata dopo è lui stesso a segnare il goal che dà il momentaneo pareggio nel 3-3 contro il Cruz Azul. Va ancora in rete per il 2-0 all'Estudiantes dopo pochi minuti del primo tempo, mentre un fallo su di lui da parte di Ever Alfaro dell'Atlante ne provoca l'epulsione alla nona, contribuendo alla vittoria puma 0-2. La squadra, piazzatasi seconda in classifica, accede alla Liguilla dove affronta il Monterrey. L'andata termina 3-1 per i campioni in carica, ma al ritorno i Pumas ribaltano il risultano e passano il turno con un secco 2-0. In semifinale contro i Chivas l'andata in trasferta si conclude sull'1-1 (con un goal annullato ai padroni di casa proprio per un fallo su Verón) ma ancora una volta al ritorno i Pumas vincono per 2-0 e si qualificano per la finale. Il 2-0, segnato da Dante López, nasce da una palla recuperata da Verón, che una volta entrato in area serve il suo connazionale che insacca. L'andata della finale si conclude sull'1-1, ma al ritorno i Pumas trionfano nel loro stadio grazie ad un grandissimo goal di Javier Cortés che fissa il punteggio sul 2-1. Per i Pumas si tratta del settimo titolo nazionale, il quarto in sette anni. A fine torneo, Verón viene votato come miglior difensore centrale del campionato.

##### 2011-2012
Nel torneo di apertura 2011 la squadra non esprime la stessa qualità di gioco e non riesce ad accedere alla fase finale. Verón salta la prima partita contro il San Luis perché impegnato nella Copa América e rientra alla seconda giornata contro il Morelia, entrando al 65º al posto di Aarón Sandoval. Giocando alla nona giornata contro il Toluca, raggiunge le 300 presenze in campionato con i Pumas, secondo giocatore straniero a raggiungere questo record dopo Leandro Augusto. Al 27º della penultima giornata contro i Jaguares un suo fallo determina il rigore per il 3-0 dei padroni di casa, e con il pareggio casalingo 1-1 contro il Tijuana gli universitari danno l'addio alla Liguilla. 15 in totale le presenze di Verón. A fine torneo firma un nuovo contratto di tre anni ed è scelto come nuovo capitano della squadra, in seguito al ritiro di Palencia. I Pumas si ritrovano nelle ultime posizioni di classifica dopo 10 giornate, ma in compenso la squadra riesce ad accedere alle semifinali di Concachampions grazie ad un 8-0 ai salvadoregni dell'Isidro Metapán. In questa partita, tuttavia, Verón si infortuna ad inizio secondo tempo, subendo una frattura al quinto metatarso del piede destro mentre rincorre un avversario. Operato il giorno seguente, è costretto a saltare tutto il resto della stagione, chiudendo il torneo con 10 presenze per intero.

### Nazionale
Il suo esordio con la nazionale paraguagia avviene il 24 gennaio 2001 nel corso del torneo amichevole Carlsberg Cup a Hong Kong contro una selezione di giocatori locali, quando subentra al 73º a Jacinto Zorrilla. La prima partita giocata da titolare è quella 3 giorni dopo contro la rappresentativa sudcoreana nello stesso torneo. Sarà poi sostituito all'intervallo da Luis Torres. Nello stesso anno il CT Sergio Markarián lo inserisce nella lista convocati per la Copa América 2001, dove però non ottiene presenze.
Non torna a giocare in nazionale sino al 2007, quando grazie alle sue ottime prestazioni con la maglia dei Pumas il CT Gerardo Martino lo riconvoca per l'amichevole a Monterrey contro il Messico. Nell'amichevole del 2 giugno contro il Messico, uno scontro con il compagno Paulo da Silva lo costringe a lasciare il campo al 42º, sostituito da Víctor Cáceres. Successivamente figura nella lista dei convocati per la Copa América 2007, in cui gioca tutte e 4 le partite dell’Albirroja, la quale, dopo un ottimo inizio nel suo girone, viene eliminata nei quarti dal Messico con una goleada (6-0 finale). Nelle qualificazioni per il mondiale 2010 gioca 11 partite, la prima delle quali nel 5-1 contro l'Ecuador il 17 novembre. Nel match contro il Brasile si fa espellere ad inizio ripresa per doppia ammonizione, ma il Paraguay vince lo stesso la partita per 2-0. Nonostante in Messico sia il leader della difesa dei Pumas che vincono il torneo di clausura 2009, il CT Martino nel 2010 lo relega a seconda scelta, ed infatti al Mondiale in Germania l'unica partita che gioca è il quarto di finale contro la Spagna, che batte i sudamericani per 0-1, andando poi a laurearsi campione del mondo.
Dopo il Mondiale riguadagna la titolarità al centro della difesa della selezione, giocando la maggior parte delle amichevoli che precedono la Copa América 2011. Qui, dopo aver pareggiato tutte e 5 le partite (tra cui quella in semifinale col Venezuela, in cui segna il rigore decisivo nella lotteria finale), il Paraguay accede alla finale, dove perde per 3-0 contro l'Uruguay. Di fronte alla velocità del suo diretto avversario Luis Suárez Verón non riesce ad arginare gli attacchi rivali e disputa una delle sue peggiori partita con la maglia dell’Albirroja.
Viene comunque confermato titolare al centro della difesa dal nuovo selezionatore Fernando Arce. Il 12 novembre 2011 trova il suo primo goal con la nazionale nella partita contro l'Ecuador valida per le qualificazioni al mondiale 2014, aprendo le marcature al 57º su calcio d'angolo.

## Statistiche

### Presenze e reti nei club
Aggiornate al 2 marzo 2012.
| Stagione             | Squadra              | Campionato           | Campionato | Campionato | Coppe nazionali | Coppe nazionali | Coppe nazionali | Coppe continentali | Coppe continentali | Coppe continentali | Totale | Totale |
| Stagione             | Squadra              | Comp                 | Pres       | Reti       | Comp            | Pres            | Reti            | Comp               | Pres               | Reti               | Pres   | Reti   |
| -------------------- | -------------------- | -------------------- | ---------- | ---------- | --------------- | --------------- | --------------- | ------------------ | ------------------ | ------------------ | ------ | ------ |
| 1999-2000            | 12 de Octubre        | PD                   | ?          | ?          | -               | -               | -               | -                  | -                  | -                  | ?      | ?      |
| 2000-2001            | 12 de Octubre        | PD                   | ?          | ?          | -               | -               | -               | -                  | -                  | -                  | ?      | ?      |
| gen.-giu. 2001       | Club Guaraní         | PD                   | ?          | ?          | -               | -               | -               | CL                 | ?                  | ?                  | ?      | ?      |
| 2001-2002            | 12 de Octubre        | PD                   | 24         | 1          | -               | -               | -               | CL                 | ?                  | ?                  | 24+    | 1+     |
| Totale 12 de Octubre | Totale 12 de Octubre | Totale 12 de Octubre | ?          | ?          |                 | -               | -               |                    | -                  | -                  | ?      | ?      |
| 2003                 | Cobreloa             | PD                   | 20         | 4          | -               | -               | -               | CL                 | ?                  | ?                  | 20+    | 4+     |
| 2003-2004            | Pumas                | PD                   | 44         | 4          | CdC             | 2               | 0               | -                  | -                  | -                  | 46     | 4      |
| 2004-2005            | Pumas                | PD                   | 35         | 1          | CdC             | 2               | 0               | CCC                | ?                  | ?                  | 37+    | 1+     |
| 2005-2006            | Pumas                | PD                   | 31         | 1          | -               | -               | -               | CL+CS              | 3+8                | 0                  | 42     | 1      |
| 2006-2007            | Pumas                | PD                   | 34         | 1          | -               | -               | -               | -                  | -                  | -                  | 34     | 1      |
| 2007-2008            | Pumas                | PD                   | 33         | 1          | IL              | 0               | 0               | -                  | -                  | -                  | 33     | 1      |
| 2008-2009            | Pumas                | PD                   | 39         | 2          | -               | -               | -               | CCL                | 2                  | 1                  | 41     | 3      |
| 2009-2010            | Pumas                | PD                   | 33         | 2          | -               | -               | -               | CCL                | 4                  | 0                  | 37     | 2      |
| 2010-2011            | Pumas                | PD                   | 43         | 3          | -               | -               | -               | SL                 | 3                  | 0                  | 46     | 3      |
| 2011-2012            | Pumas                | PD                   | 25         | 0          | -               | -               | -               | CCL                | 4                  | 0                  | 29     | 0      |
| Totale Pumas         | Totale Pumas         | Totale Pumas         | 317        | 15         |                 | 4               | 0               |                    | 24                 | 1                  | 345    | 16     |
| Totale               | Totale               | Totale               | 361        | 20         |                 | 4               | 0               |                    | 24                 | 1                  | 389    | 21     |

### Cronologia presenze e reti in Nazionale
| Cronologia completa delle presenze e delle reti in nazionale ― Paraguay | Cronologia completa delle presenze e delle reti in nazionale ― Paraguay | Cronologia completa delle presenze e delle reti in nazionale ― Paraguay | Cronologia completa delle presenze e delle reti in nazionale ― Paraguay | Cronologia completa delle presenze e delle reti in nazionale ― Paraguay | Cronologia completa delle presenze e delle reti in nazionale ― Paraguay | Cronologia completa delle presenze e delle reti in nazionale ― Paraguay | Cronologia completa delle presenze e delle reti in nazionale ― Paraguay |
| Data                                                                    | Città                                                                   | In casa                                                                 | Risultato                                                               | Ospiti                                                                  | Competizione                                                            | Reti                                                                    | Note                                                                    |
| ----------------------------------------------------------------------- | ----------------------------------------------------------------------- | ----------------------------------------------------------------------- | ----------------------------------------------------------------------- | ----------------------------------------------------------------------- | ----------------------------------------------------------------------- | ----------------------------------------------------------------------- | ----------------------------------------------------------------------- |
| 24-1-2001                                                               | Hong Kong                                                               | Hong Kong                                                               | 0 – 0 (9 – 8 dtr)                                                       | Paraguay                                                                | Amichevole                                                              | -                                                                       | 73’                                                                     |
| 27-1-2001                                                               | Hong Kong                                                               | Corea del Sud                                                           | 1 – 1 (6 – 5 dtr)                                                       | Paraguay                                                                | Amichevole                                                              | -                                                                       | 21’ 46’                                                                 |
| 25-3-2007                                                               | Monterrey                                                               | Messico                                                                 | 2 – 1                                                                   | Paraguay                                                                | Amichevole                                                              | -                                                                       | 72’                                                                     |
| 2-6-2007                                                                | Vienna                                                                  | Austria                                                                 | 0 – 0                                                                   | Paraguay                                                                | Amichevole                                                              | -                                                                       |                                                                         |
| 5-6-2007                                                                | Città del Messico                                                       | Messico                                                                 | 0 – 1                                                                   | Paraguay                                                                | Amichevole                                                              | -                                                                       | 42’                                                                     |
| 28-6-2007                                                               | Maracaibo                                                               | Paraguay                                                                | 5 – 0                                                                   | Colombia                                                                | Coppa America 2007 - 1º turno                                           | -                                                                       |                                                                         |
| 2-7-2007                                                                | Barinas                                                                 | Stati Uniti                                                             | 1 – 3                                                                   | Paraguay                                                                | Coppa America 2007 - 1º turno                                           | -                                                                       |                                                                         |
| 5-7-2007                                                                | Barquisimeto                                                            | Argentina                                                               | 1 – 0                                                                   | Paraguay                                                                | Coppa America 2007 - 1º turno                                           | -                                                                       |                                                                         |
| 8-7-2007                                                                | Maturín                                                                 | Messico                                                                 | 6 – 0                                                                   | Paraguay                                                                | Coppa America 2007 - Quarti di finale                                   | -                                                                       | 46’                                                                     |
| 8-9-2007                                                                | Puerto Ordaz                                                            | Venezuela                                                               | 3 – 2                                                                   | Paraguay                                                                | Amichevole                                                              | -                                                                       |                                                                         |
| 12-9-2007                                                               | Bogotà                                                                  | Colombia                                                                | 1 – 0                                                                   | Paraguay                                                                | Amichevole                                                              | -                                                                       | 88’                                                                     |
| 18-11-2007                                                              | Asunción                                                                | Paraguay                                                                | 5 – 1                                                                   | Ecuador                                                                 | Qual. Mondiali 2010                                                     | -                                                                       | 79’                                                                     |
| 6-2-2008                                                                | San Pedro Sula                                                          | Honduras                                                                | 2 – 0                                                                   | Paraguay                                                                | Amichevole                                                              | -                                                                       |                                                                         |
| 22-5-2008                                                               | Yokohama                                                                | Paraguay                                                                | 1 – 1                                                                   | Costa d'Avorio                                                          | Kirin Cup                                                               | -                                                                       |                                                                         |
| 27-5-2008                                                               | Saitama                                                                 | Giappone                                                                | 0 – 0                                                                   | Paraguay                                                                | Kirin Cup                                                               | -                                                                       |                                                                         |
| 31-5-2008                                                               | Tolosa                                                                  | Francia                                                                 | 0 – 0                                                                   | Paraguay                                                                | Amichevole                                                              | -                                                                       |                                                                         |
| 15-6-2008                                                               | Asunción                                                                | Paraguay                                                                | 2 – 0                                                                   | Brasile                                                                 | Qual. Mondiali 2010                                                     | -                                                                       | 36’, 47’                                                                |
| 6-9-2008                                                                | Buenos Aires                                                            | Argentina                                                               | 1 – 1                                                                   | Paraguay                                                                | Qual. Mondiali 2010                                                     | -                                                                       |                                                                         |
| 11-10-2008                                                              | Bogotà                                                                  | Colombia                                                                | 0 – 1                                                                   | Paraguay                                                                | Qual. Mondiali 2010                                                     | -                                                                       | 43’                                                                     |
| 11-2-2009                                                               | Lima                                                                    | Perù                                                                    | 0 – 1                                                                   | Paraguay                                                                | Amichevole                                                              | -                                                                       | 53’                                                                     |
| 28-3-2009                                                               | Montevideo                                                              | Uruguay                                                                 | 2 – 0                                                                   | Paraguay                                                                | Qual. Mondiali 2010                                                     | -                                                                       |                                                                         |
| 1-4-2009                                                                | Quito                                                                   | Ecuador                                                                 | 1 – 1                                                                   | Paraguay                                                                | Qual. Mondiali 2010                                                     | -                                                                       | 34’                                                                     |
| 10-6-2009                                                               | Recife                                                                  | Brasile                                                                 | 2 – 1                                                                   | Paraguay                                                                | Qual. Mondiali 2010                                                     | -                                                                       |                                                                         |
| 5-9-2009                                                                | Asunción                                                                | Paraguay                                                                | 1 – 0                                                                   | Bolivia                                                                 | Qual. Mondiali 2010                                                     | -                                                                       |                                                                         |
| 9-9-2009                                                                | Asunción                                                                | Paraguay                                                                | 1 – 0                                                                   | Argentina                                                               | Qual. Mondiali 2010                                                     | -                                                                       |                                                                         |
| 10-10-2009                                                              | Puerto Ordaz                                                            | Venezuela                                                               | 1 – 2                                                                   | Paraguay                                                                | Qual. Mondiali 2010                                                     | -                                                                       | 55’                                                                     |
| 14-10-2009                                                              | Asunción                                                                | Paraguay                                                                | 0 – 2                                                                   | Colombia                                                                | Qual. Mondiali 2010                                                     | -                                                                       |                                                                         |
| 18-11-2009                                                              | Heerenveen                                                              | Paesi Bassi                                                             | 0 – 0                                                                   | Paraguay                                                                | Amichevole                                                              | -                                                                       |                                                                         |
| 30-5-2010                                                               | Thonon-les-Bains                                                        | Paraguay                                                                | 2 – 2                                                                   | Costa d'Avorio                                                          | Amichevole                                                              | -                                                                       | 78’                                                                     |
| 2-6-2010                                                                | San Gallo                                                               | Grecia                                                                  | 0 – 2                                                                   | Paraguay                                                                | Amichevole                                                              | -                                                                       | 74’                                                                     |
| 3-7-2010                                                                | Johannesburg                                                            | Paraguay                                                                | 0 – 1                                                                   | Spagna                                                                  | Mondiali 2010 - Quarti di finale                                        | -                                                                       |                                                                         |
| 11-8-2010                                                               | Asunción                                                                | Paraguay                                                                | 2 – 2                                                                   | Costa Rica                                                              | Amichevole                                                              | -                                                                       | 46’                                                                     |
| 9-10-2010                                                               | Sydney                                                                  | Australia                                                               | 1 – 0                                                                   | Paraguay                                                                | Amichevole                                                              | -                                                                       | Ammonizione                                                             |
| 12-10-2010                                                              | Wellington                                                              | Nuova Zelanda                                                           | 0 – 2                                                                   | Paraguay                                                                | Amichevole                                                              | -                                                                       |                                                                         |
| 26-3-2011                                                               | Oakland                                                                 | Messico                                                                 | 3 – 1                                                                   | Paraguay                                                                | Amichevole                                                              | -                                                                       | 71’                                                                     |
| 29-3-2011                                                               | Nashville                                                               | Stati Uniti                                                             | 0 – 1                                                                   | Paraguay                                                                | Amichevole                                                              | -                                                                       | 79’                                                                     |
| 4-6-2011                                                                | Santa Cruz de la Sierra                                                 | Bolivia                                                                 | 0 – 2                                                                   | Paraguay                                                                | Amichevole                                                              | -                                                                       |                                                                         |
| 23-6-2011                                                               | Asunción                                                                | Paraguay                                                                | 0 – 0                                                                   | Cile                                                                    | Amichevole                                                              | -                                                                       | 44’                                                                     |
| 3-7-2011                                                                | Santa Fe                                                                | Paraguay                                                                | 0 – 0                                                                   | Ecuador                                                                 | Coppa America 2011 - 1º turno                                           | -                                                                       |                                                                         |
| 9-7-2011                                                                | Córdoba                                                                 | Brasile                                                                 | 2 – 2                                                                   | Paraguay                                                                | Coppa America 2011 - 1º turno                                           | -                                                                       |                                                                         |
| 13-7-2011                                                               | Salta                                                                   | Paraguay                                                                | 3 – 3                                                                   | Venezuela                                                               | Coppa America 2011 - 1º turno                                           | -                                                                       |                                                                         |
| 17-7-2011                                                               | La Plata                                                                | Brasile                                                                 | 0 – 0 dts (0 – 2 dtr)                                                   | Paraguay                                                                | Coppa America 2011 - Quarti di finale                                   | -                                                                       |                                                                         |
| 20-7-2011                                                               | Mendoza                                                                 | Paraguay                                                                | 0 – 0 dts (5 – 3 dtr)                                                   | Venezuela                                                               | Coppa America 2011 - Semifinale                                         | -                                                                       |                                                                         |
| 24-7-2011                                                               | Buenos Aires                                                            | Uruguay                                                                 | 3 – 0                                                                   | Paraguay                                                                | Coppa America 2011 - Finale                                             | -                                                                       |                                                                         |
| 2-9-2011                                                                | Panama                                                                  | Panama                                                                  | 0 – 2                                                                   | Paraguay                                                                | Amichevole                                                              | -                                                                       |                                                                         |
| 6-9-2011                                                                | San Pedro Sula                                                          | Honduras                                                                | 0 – 3                                                                   | Paraguay                                                                | Amichevole                                                              | -                                                                       |                                                                         |
| 7-10-2011                                                               | Lima                                                                    | Perù                                                                    | 2 – 0                                                                   | Paraguay                                                                | Qual. Mondiali 2014                                                     | -                                                                       |                                                                         |
| 11-10-2011                                                              | Asunción                                                                | Paraguay                                                                | 1 – 1                                                                   | Uruguay                                                                 | Qual. Mondiali 2014                                                     | -                                                                       |                                                                         |
| 11-11-2011                                                              | Asunción                                                                | Paraguay                                                                | 2 – 1                                                                   | Ecuador                                                                 | Qual. Mondiali 2014                                                     | 1                                                                       |                                                                         |
| 15-11-2011                                                              | Santiago del Cile                                                       | Cile                                                                    | 2 – 0                                                                   | Paraguay                                                                | Qual. Mondiali 2014                                                     | -                                                                       | 74’                                                                     |
| 15-8-2012                                                               | Washington                                                              | Paraguay                                                                | 3 – 3                                                                   | Guatemala                                                               | Amichevole                                                              | -                                                                       | 46’                                                                     |
| 11-9-2012                                                               | Asunción                                                                | Paraguay                                                                | 0 – 2                                                                   | Venezuela                                                               | Qual. Mondiali 2014                                                     | -                                                                       | 52’                                                                     |
| 23-3-2017                                                               | Asunción                                                                | Paraguay                                                                | 2 – 1                                                                   | Ecuador                                                                 | Qual. Mondiali 2018                                                     | -                                                                       |                                                                         |
| 28-3-2017                                                               | San Paolo                                                               | Brasile                                                                 | 3 – 0                                                                   | Paraguay                                                                | Qual. Mondiali 2018                                                     | -                                                                       |                                                                         |
| Totale                                                                  |                                                                         | Presenze                                                                | 54                                                                      |                                                                         | Reti                                                                    | 1                                                                       |                                                                         |

## Palmarès

### Club
- Campionato paraguaiano: 1

12 de Octubre: Clausura 2002.
- Campionato cileno: 1

Cobreloa: Apertura 2003.
- Campionato messicano: 4

Pumas: Apertura 2004, Clausura 2004, Clausura 2009, Clausura 2011.
- Campeón de Campeones: 1

Pumas: 2004

## Vita privata
È sposato con Diana, anche lei naturalizzata messicana, con la quale ha tre figli, tutti nati in Messico: Diana Montserrat (2006), Melisa Ilen (2008) e Sebastián Tadeo (2011).